# Sune Nilsson
Sune Ingemar Nilsson, född 18 december 1913 i Köping, död 29 april 1941 i Stockholm, var en svensk målare och tecknare. 
Han studerade konst vid Tekniska skolan 1932 samt för Birger Simonsson och Fritiof Schüldt vid Kungliga konsthögskolan 1933–1939 och på egen hand under några studieresor till Paris 1937–1939. Under sina Parisbesök tog han ett starkt intryck av Cézanne och den franska impressionismen som kom att avspegla sig i hans konst. Han medverkade i Nationalmuseums utställning Unga tecknare 1938 och 1940–1941 samt i Sveriges allmänna konstförenings höstutställning 1938. En minnesutställning med hans konst visades på Gummesons konsthall 1944. Nilsson är representerad vid bland annat Moderna museet. Han är begravd på Norra begravningsplatsen utanför Stockholm.